# Eva Habermann

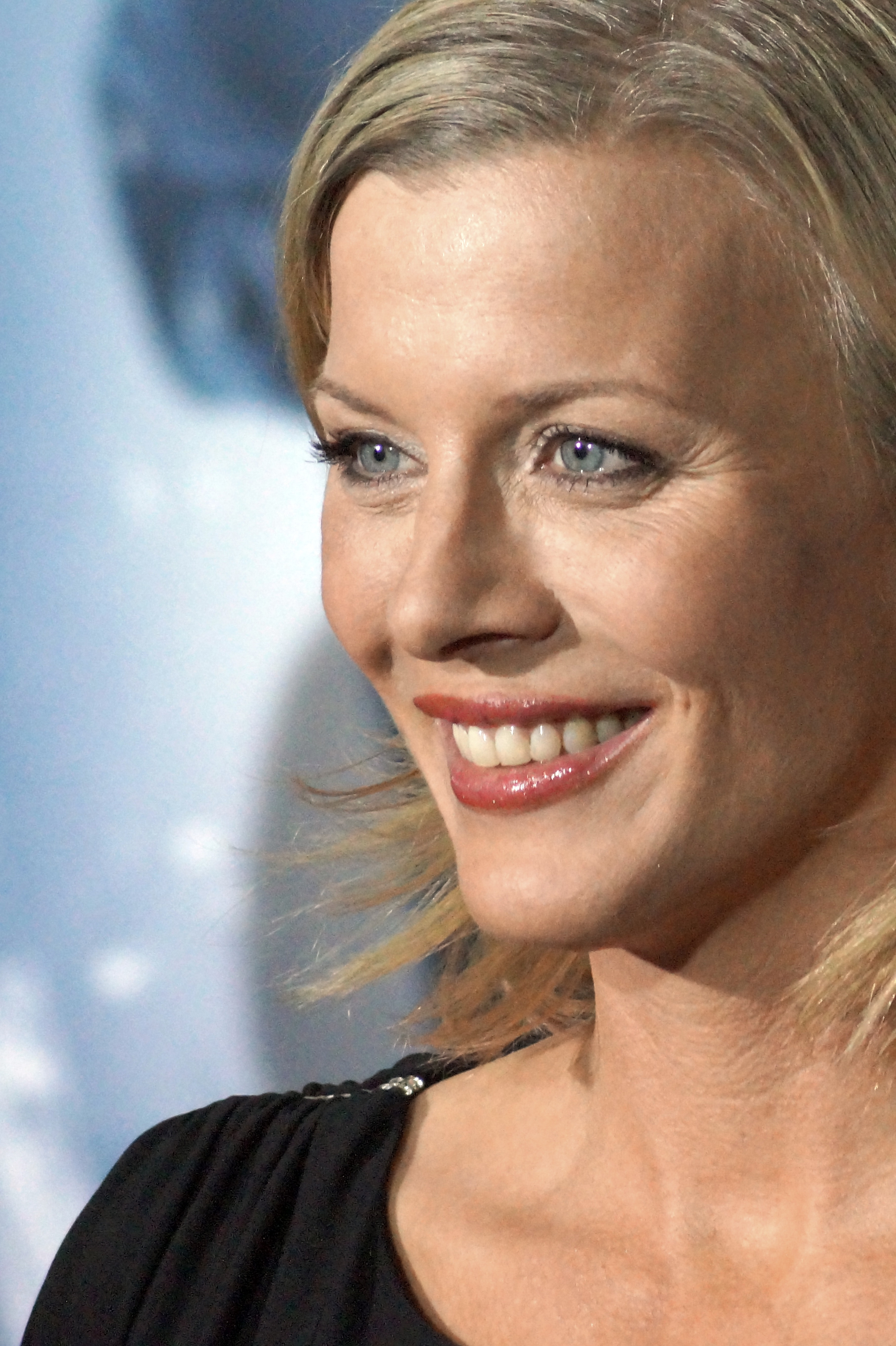
Eva Habermann (2015)

Eva Felicitas Habermann (* 16. Januar 1976 in Hamburg) ist eine deutsche Schauspielerin, Moderatorin und Filmproduzentin.

## Leben und Karriere
Während sie sich auf das Abitur am Gymnasium Buckhorn vorbereitete, erhielt Eva Habermann Gesangs- und Tanzunterricht. Sie moderierte die Kindersendungen Ferienfieber (1995) und Pumuckl TV (1995/1996). Ab 1997 spielte sie in Lexx. Danach wirkte sie in der ZDF-Serie Immenhof in der Rolle der Melanie mit, woran sich Rollen in Rosa Roth und in der Rosamunde-Pilcher-Verfilmung Zwei Schwestern anschlossen, ehe sie im Ersten in Die Strandclique eine weitere Serienrolle erhielt.
Ab 1999 nahm Habermann Schauspiel- und Sprechunterricht und spielte in Serien wie Tatort, Der Ermittler, Die Kommissarin und Wilde Engel. 2005 war sie als Dr. Sophie Brinkmann in den zwei neuen Folgen zum zwanzigjährigen Bestehen der Schwarzwaldklinik zu sehen, 2006 in dem Fernsehfilm Im Himmel schreibt man Liebe anders an der Seite von Erol Sander. 2008 spielte sie, erneut zusammen mit Sander, die Rolle der Olivia O’Rourke im Film Wer Liebe verspricht.
Im Kino sah man Habermann unter anderem 1999 in Angel Express, 2001 in Feuer, Eis & Dosenbier und 2002 in Der alte Affe Angst. In Der Clown: Payday, der 2005 in die Kinos kam, spielte sie die Rolle der Leah, die Schwester der ermordeten Freundin des Clowns.
Seit 2009 präsentierte sie regelmäßig Episoden des n-tv-Reiseformats Das ist mein … 2014 moderierte sie das Reisemagazin Eva Habermann präsentiert: Sehnsuchtsziele des Privatsenders Sat.1 Gold.

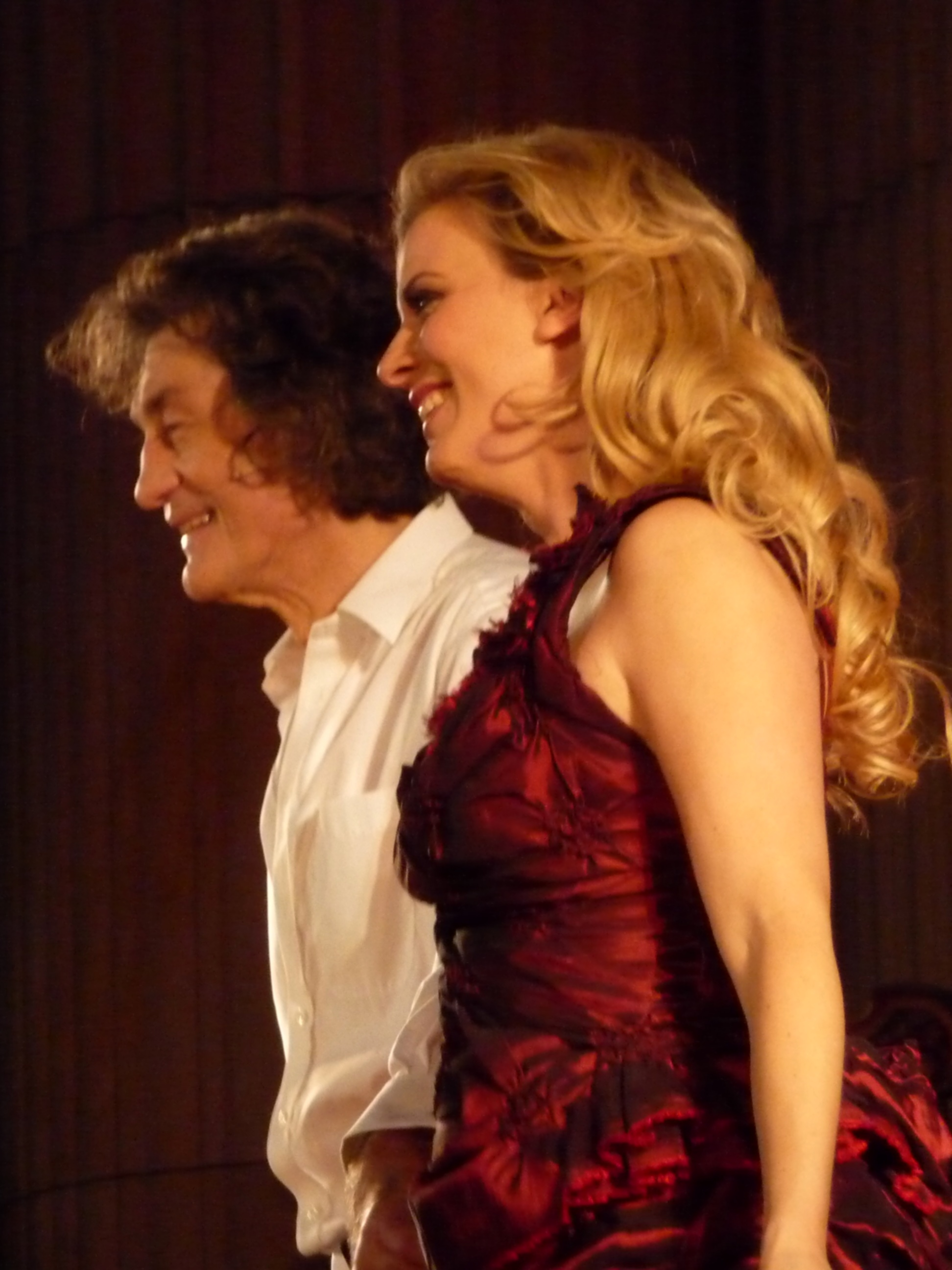
Jedermann-Festspiele 2010 mit Winfried Glatzeder

Von Ende Juni bis Anfang September 2010 spielte Habermann bei den Karl-May-Spielen in Bad Segeberg die Rolle der Kitty LaBelle. Daneben drehte sie in Schleswig-Holstein mit Regisseur Michael Söth den Low-Budget-Film Bauernfrühstück, in dem sie „mal nicht in die Rolle der schönen, perfekten Frau schlüpft, sondern ganz bewusst hässlich geschminkt wird“. Vom 20. bis 31. Oktober 2010 verkörperte sie die Buhlschaft bei den Jedermann-Festspielen im Berliner Dom.
2017 gründete Habermann zusammen mit dem Filmemacher Alexander König die Filmproduktionsfirma Fantomfilm GmbH. Seither ist sie an der Entstehung von fünf internationalen Independent-Filmen als (Co-)Produzentin, Schauspielerin oder Co-Drehbuchautorin beteiligt. Das neueste Werk, Die wahre Schönheit wurde am 11. November 2022 in Deutschland veröffentlicht.

## Privates
Eva Habermann ist geschieden, hat keine Kinder und wohnt in Berlin.
Im Jahr 2022 sprach sie gegenüber dem NDR über ihre Depressionen.

## Filmografie
- 1994/1995: Immenhof (Fernsehserie)
- 1995: Gegen den Wind (Fernsehserie)
- 1996: Hochwürdens Ärger mit dem Paradies
- 1996: Klinik unter Palmen
- 1996: Star Command
- 1996–1999 OP ruft Dr. Bruckner (Fernsehserie)
- 1997: Rosamunde Pilcher – Zwei Schwestern
- 1997: Geisterstunde – Fahrstuhl ins Jenseits
- 1997: Küstenwache (Pilotfilm)
- 1997–1998: Lexx – The Dark Zone (Fernsehserie, sechs Episoden)
- 1997–2011: Küstenwache (Fernsehserie, fünf Episoden)
- 1998: First Love – Die große Liebe (Fernsehreihe, eine Episode)
- 1998: Die Friseuse und der Millionär
- 1998: Angel Express
- 1999–2002: Die Strandclique (Fernsehserie, 39 Episoden)
- 1999: Kommissar Rex (Fernsehserie, Folge Das letzte Match)
- 2000: Das Traumschiff (Fernsehreihe, Folge Olympia 2000)
- 2001: Feuer, Eis & Dosenbier
- 2001: Jenseits des Regenbogens
- 2001: Diamond Cut Diamond – Hart und Unerbittlich (Witness to a Kill)
- 2001: Großstadtrevier (Fernsehserie, Der süße Betrug)
- 2001 Tatort: Verhängnisvolle Begierde
- 2003: Der alte Affe Angst
- 2003: Wilde Engel (Fernsehserie, neun Episoden)
- 2003: Siska (Fernsehserie)
- 2004: Weißblaue Wintergeschichten – Kokosbusserl
- 2004: Inga Lindström – Sehnsucht nach Marielund
- 2004: Barbara Wood – Lockruf der Vergangenheit
- 2005: Die Schwarzwaldklinik – Die nächste Generation
- 2005: Die Schwarzwaldklinik – Neue Zeiten
- 2005: Der Clown (Fernsehserie, Episode: Payday)
- 2006: Im Tal der wilden Rosen – Was das Herz befiehlt
- 2006: Im Himmel schreibt man Liebe anders
- 2006: Das Traumschiff – Singapur und Bali
- 2006: Hunde haben kurze Beine
- 2007–2010: Unsere Farm in Irland (Fernsehserie, acht Episoden)
- 2007: Utta Danella – Tanz auf dem Regenbogen
- 2007: Das Traumhotel – Afrika
- 2007: Kreuzfahrt ins Glück – Hochzeitsreise nach Neuseeland
- 2007: Adelheid und ihre Mörder (Fernsehserie, Mord à la mode)
- 2008: Ossi’s Eleven
- 2008: Rebecca Ryman – Wer Liebe verspricht
- 2008: Vier Tage Toskana
- 2008: Die Jahrhundertlawine
- 2008: Zwei Herzen und zwölf Pfoten (Fernsehserie, 1 Folge)
- 2008: SOKO Donau (Fernsehserie, Episode: Tödliche Versuchung)
- 2009: Da kommt Kalle (Fernsehserie, Episode: Sommerfrische)
- 2009: Das Glück ist eine ernste Sache
- 2010: Liebling, lass uns scheiden
- 2011: Bauernfrühstück – Der Film
- 2011: Rosamunde Pilcher – Englischer Wein
- 2012: Alarm für Cobra 11 – Die Autobahnpolizei (Fernsehserie)
- 2013: Eifersucht – Der Film
- 2013: Dora Heldt: Ausgeliebt
- 2013: In aller Freundschaft (Fernsehserie, Episode: Im Banne der Dunkelheit)
- 2013: Hammer und Sichl (Fernsehserie)
- 2014: Das Kalte Gericht
- 2015: Mara und der Feuerbringer
- 2015: Deichbullen
- 2015: The Terror Stalkers
- 2016: Akte Ex (Fernsehserie, Episode: Der tote Buchhändler)
- 2017: Detox – Wenn du alles verloren hast
- 2017: Elbdeichschnack (Webserie, Episode: PustDieBlume)
- 2017: Los Veganeros 2
- 2019: Stories of the dead
- 2020: Trolls World – Voll vertrollt! (auch Co-Produzentin)
- 2020: Sky Sharks (auch Produzentin)
- 2021: Cyst (auch Produzentin)
- 2021: Die Boten des Todes
- 2022: Das Traumschiff – Namibia
- 2022: Die wahre Schönheit (auch Produzentin)
- 2022: Die Boten des Todes
- 2023: Der Spiegel
- 2024: Monster on a Plane